# Oya Atalay Franck
Oya Atalay Franck (* 1968) ist eine Schweizer Architektin und Architekturhistorikerin. Sie ist Professorin für Architektur und Direktorin des Departements Architektur, Gestaltung und Bauingenieurwesen der Zürcher Hochschule für Angewandte Wissenschaften.
Von 2017 bis 2024 war sie Präsidentin der EAAE European Association for Architectural Education, dem europäischen Verband der Architektur-, Design- und Städtebau-Hochschulen.

## Werdegang
Oya Atalay Franck studierte Architektur an der Technischen Universität des Nahen Ostens, Ankara (B. Arch.) und am Rensselaer Polytechnic Institute, Troy NY (M. Arch.).
2004 promovierte sie an der ETH Zürich, mit ihrer Dissertation «Politik und Architektur – Ernst Egli und die Suche nach einer Moderne in der Türkei (1927–1940)», welche 2012 als Buch beim gta Verlag erschienen ist.
Oya Atalay Franck lehrte u. a. am Rensselaer Polytechnic Institute in Troy NY, an der ETH Zürich und an der Zürcher Hochschule für Angewandte Wissenschaften in Winterthur.
Ihre Lehrtätigkeit umfasst Theorie und Geschichte der Architektur, Urbanisierung sowie Designstudio.
Ihre Forschungsgebiete sind u. a. Forschungsmethoden, insbesondere Research by Design, Architekturtheorie und Stadtgeschichte, Baukultur, die Rolle der Architektin/des Architekten, Globalisierung der Architektur sowie Architektur und Hochschulpolitik.
Oya Atalay Franck ist in verschiedenen wissenschaftlichen Gremien und Förderorganisationen als Expertin für die Bereiche Architektur, Design, Urbanismus, Städtebau, Kunst und Kunstgeschichte tätig, u. a. für den Schweizerischen Nationalfonds und die portugiesische Fundação para a Ciência e a Tecnologia (FCT). Sie amtet zudem regelmässig als Mitglied in Kommissionen bei Peer-Review-Verfahren, bei wissenschaftlichen Konferenzen und Quality Audits europäischer Architekturschulen, als Gutachterin bei Fachwettbewerben und als Jurymitglied bei internationalen Wettbewerben, wie dem EUmies Award oder den RIBA President’s Medals.

## Gremientätigkeit
- Präsidentin EAAE European Association for Architectural Education (2017–2024)[8]
- Gründungsmitglied Education Academy EAAE European Association for Architectural Education[9]
- Expertin SNF Schweizerischer Nationalfonds
- Expertin FCT Fundação para a Ciência e a Tecnologia Portugal
- Gründungsmitglied und 1. Generalsekretärin Architekturrat der Schweiz[10]
- Gründungs- und Vorstandsmitglied ARENA Architectural Research Network[11]
- Vorstandsmitglied FTAL Fachkonferenz Technik, Architektur und Life Sciences[12]
- Ehrenmitglied World Architecture Community[13]
- Vorstandsmitglied SNV Schweizerische Normenvereinigung[14]
- Mitglied des Stiftungsrates Stiftung zur Förderung der Departemente Technik sowie Architektur, Gestaltung und Bauingenieurwesen der ZHAW[15]

## Vereinstätigkeit
- BSA Bund Schweizer Architektinnen und Architekten
- Forum Architektur Winterthur
- Architekturforum Zürich
- European Architectural History Network
- SIA Schweizerischer Ingenieur- und Architektenverein